# Ceratogymna albotibialis
Ceratogymna albotibialis là một loài chim trong họ Bucerotidae.